# François Faber

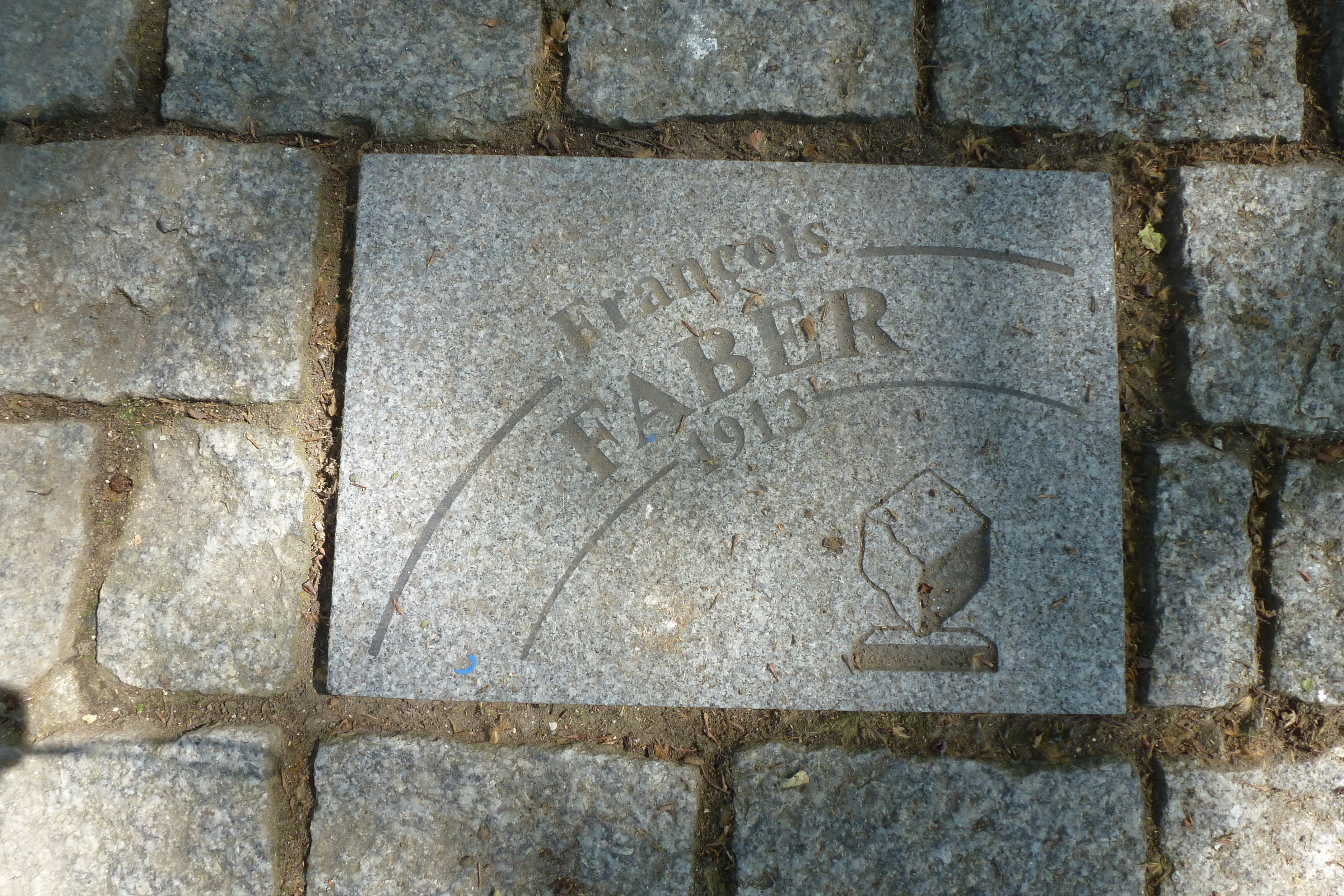
Gatsten på Allée Charles Crupelandt i Roubaix som visar på François Fabers seger i Paris–Roubaix 1913.

François Faber, född 26 januari 1887 i Aulnay-sur-Iton, Eure, död 9 maj 1915 i Carency, Pas-de-Calais, var en fransk-luxemburgsk tävlingscyklist.
François Faber föddes i Frankrike av franska föräldrar, men hans far Jean-François var född i Luxemburg vilket gav sonen luxemburgskt medborgarskap. Då Faber vann Tour de France 1909 gjorde han det således som första utlänning. 1909 vann han också sex etapper i Tour de France. Totalt vann Faber 19 etapper i Tour de France. 1908 och 1910 slutade han tvåa i tävlingen bakom Lucien Petit-Breton respektive Octave Lapize.
Faber var även framgångsrik på endagslopp och vann Lombardiet runt 1908, Paris–Bryssel 1909, Paris–Tours 1909 och 1910, Bordeaux–Paris 1911 samt Paris–Roubaix 1913.
François Faber dog i strid under Första världskriget.

## Meriter

### Etapplopp
Tour de France
 Totalseger – 1909
19 etapper

### Endagslopp
Lombardiet runt – 1908
Paris–Bryssel – 1909
Paris–Tours – 1909, 1910
Bordeaux–Paris – 1911
Paris–Roubaix – 1913

## Stall
- Labor 1906–1907
- Peugeot-Wolber 1908
- Alcyon-Dunlop 1909–1911
- Automoto 1912
- Saphir Cycles 1913
- Peugeot-Wolber 1913–1914